# Film Fest Gent 2017
Het Film Fest Gent 2017 was het 44ste internationaal filmfestival dat plaats vond in het Oost-Vlaamse Gent van 10 tot 20 oktober 2017. Het festival ging door in Kinepolis Gent, Studio Skoop, Sphinx-cinema, het Kunstencentrum Vooruit en de KASK Cinema en omvatte behalve films en kortfilms ook lezingen, concerten en andere muzikale uitvoeringen.
De openingsfilm van het filmfestival op 10 oktober was Insyriated van Philippe Van Leeuw en Charlie en Hannah gaan uit van Bert Scholiers was de slotfilm.

## Competitie

### Jury
De internationale jury bestond uit:
| Naam | Naam                              | Beroep                           | Land              |
| ---- | --------------------------------- | -------------------------------- | ----------------- |
|      | Aurelio Grimaldi (juryvoorzitter) | Filmregisseur, scenarioschrijver | Italië            |
|      | Eytan Fox                         | Filmregisseur                    | Israël            |
|      | Leila Hatami                      | Actrice, filmregisseur           | Iran              |
|      | Juliane Lorenz                    | Filmmonteur                      | Duitsland         |
|      | Greta Scacchi                     | actrice                          | Italië- Australië |
|      | Arnaud Valois                     | Acteur                           | Frankrijk         |
|      | Gust Van den Berghe               | Filmregisseur                    | België            |

### Deelnemers
Volgende films deden mee aan de competitie:
| Film                                                                          | Regisseur                      | Land                                                             | Prijs                                                      |
| ----------------------------------------------------------------------------- | ------------------------------ | ---------------------------------------------------------------- | ---------------------------------------------------------- |
| 1945                                                                          | Ferenc Török                   | Hongarije                                                        |                                                            |
| A Ciambra                                                                     | Jonas Carpignano               | Italië- Verenigde Staten- Brazilië- Duitsland- Frankrijk- Zweden | Georges Delerue Prijs voor de Beste Muziek en Sound Design |
| A hentes, a kurva és a félszemü (The Butcher, the Whore and the One-Eyed Man) | János Szász                    | Hongarije                                                        |                                                            |
| Call Me by Your Name                                                          | Luca Guadagnino                | Italië- Brazilië- Frankrijk- Verenigde Staten                    | Explore Award                                              |
| Fixeur (The Fixer)                                                            | Adrian Sitaru                  | Roemenië- Frankrijk                                              |                                                            |
| The Killing of a Sacred Deer                                                  | Giorgos Lanthimos              | Verenigd Koninkrijk- Ierland                                     |                                                            |
| Lerd (A Man of Integrity)                                                     | Mohammad Rasoulof              | Iran                                                             |                                                            |
| La Nuit où j'ai nagé                                                          | Damien Manivel, Igarashi Kohei | Frankrijk- Japan                                                 |                                                            |
| Tesnota (Closeness)                                                           | Kantemir Balagov               | Rusland                                                          |                                                            |
| Thelma                                                                        | Joachim Trier                  | Noorwegen- Frankrijk- Denemarken- Zweden                         |                                                            |
| Three Billboards Outside Ebbing, Missouri                                     | Martin McDonagh                | Verenigde Staten- Verenigd Koninkrijk                            |                                                            |
| Zagros                                                                        | Sahim Omar Kalifa              | België                                                           | Grand Prix for Best Film                                   |

## Prijzen
- Grote Prijs voor Beste Film: Zagros van Sahim Omar Kalifa ()[3]
- Georges Delerue Prijs voor de Beste Muziek en Sound Design: A Ciambra van Jonas Carpignano (-----)
- Prijs voor Beste Europese Kortfilm: My Second Eye van Ahmad Saleh ()
- Nationale Loterij Prijs voor Beste Belgische Studentenkortfilm: Croisé van Elke Vanoost (LUCA)
- Ace Image Factory + The Fridge Publieksprijs voor Beste Belgische Studentenkortfilm: Sons of No One van Hans Vannetelbosch (LUCA)
- Joseph Plateau Honorary Award voor Greta Scacchi
- Explore Award: Call Me by Your Name van Luca Guadagnino (---)[4]
- Port of Ghent Publieksprijs:
- Canvas Publieksprijs:

## Galas & Specials
| Film                                   | Regisseur                                 | Land                                       |
| -------------------------------------- | ----------------------------------------- | ------------------------------------------ |
| L'Atelier                              | Laurent Cantet                            | Frankrijk                                  |
| Battle of The Sexes                    | Jonathan Dayton en Valerie Faris          | Verenigd Koninkrijk- Verenigde Staten      |
| Mavi Sessizlik (Bleu Silence)          | Bülent Öztürk                             | België- Turkije                            |
| Borg/McEnroe                           | Janus Metz                                | Zweden- Denemarken- Finland                |
| Next Door Spy (Buurtspion)             | Karla von Bengtson                        | Denemarken                                 |
| Earth: een onvergetelijke dag          | Richard Dale, Peter Webber                | Verenigde Staten- Verenigd Koninkrijk      |
| Façades                                | Nathalie Basteyns, Kaat Beels             | België                                     |
| Les Gardiennes                         | Xavier Beauvois                           | Frankrijk                                  |
| God's Own Country                      | Francis Lee                               | Verenigd Koninkrijk                        |
| The Little Vampire (De kleine vampier) | Richard Klaus, Karsten Kiilerich          | Duitsland- Verenigd Koninkrijk- Denemarken |
| Logan Lucky                            | Steven Soderbergh                         | Verenigde Staten                           |
| Oh Lucy!                               | Atsuko Hirayanagi                         | Verenigde Staten- Japan                    |
| On Body And Soul                       | lldikó Enyedi                             | Hongarije                                  |
| A Prayer Before Dawn                   | Jean-Stéphane Sauvaire                    | Frankrijk- Verenigd Koninkrijk             |
| Rabot (Documentaire)                   | Christina Vandekerckhove                  | België                                     |
| Resurrection                           | Kristof Hoornaert                         | België                                     |
| The Rider                              | Chloë Zhao                                | Verenigde Staten                           |
| The Square                             | Ruben Östlund                             | Zweden- Denemarken- Duitsland- Frankrijk   |
| Suburbicon                             | George Clooney                            | Verenigde Staten                           |
| El Presidente (The Summit)             | Santiago Mitre                            | Argentinië- Frankrijk- Spanje              |
| Tueurs                                 | François Troukens, Jean-François Hensgens | België                                     |
| Wonderstruck                           | Todd Haynes                               | Verenigde Staten                           |
| You Were Never Really Here             | Lynne Ramsay                              | Verenigde Staten- Frankrijk                |

## Focus on Italian Cinema
| Film                                 | Regisseur                         | Land                           | Jaar |
| ------------------------------------ | --------------------------------- | ------------------------------ | ---- |
| Amori fragili                        | Francesca Comencini               | Italië                         | 2017 |
| Anime nere (Black Souls)             | Francesco Munzi                   | Italië- Frankrijk              | 2014 |
| Cinecittà Babilonia                  | Marco Spagnoli                    | Italië                         | 2016 |
| Il colore nascosto delle cose (emma) | Silvoa Soldini                    | Italië- Zwitserland            | 2016 |
| Cuori puri (Pure Hearts)             | Roberto De Paolis                 | Italië                         | 2017 |
| Gli asteroidi (The Asteroids)        | Germano Maccioni                  | Italië                         | 2017 |
| Indivisibili                         | Eduardo De Angelis                | Italië                         | 2016 |
| Pericli il nero (Pericle)            | Stefano Mordini                   | Italië                         | 2016 |
| Sicilian Ghost Story                 | Fabio Grassadonia, Antonio Piazza | Italië- Frankrijk- Zwitserland | 2017 |
| La tenerezza (Holding Hands)         | Gianni Amelio                     | Italië                         | 2017 |

## Global Cinema
| Film                                                                        | Regisseur                   | Land                            |
| --------------------------------------------------------------------------- | --------------------------- | ------------------------------- |
| Arábia                                                                      | Joao Dumans, Affonso Uchoa  | Brazilië                        |
| Ava                                                                         | Léa Mysius                  | Frankrijk                       |
| Beach Rats                                                                  | Eliza Hittman               | Verenigde Staten                |
| Butterfly Kisses                                                            | Rafael Kapelinski           | Verenigd Koninkrijk             |
| Ceux qui font, les revolutions à moité n'ont fait que se creuser un tombeau | Mathieu Denis, Simon Lavoie | Canada                          |
| Ciao ciao                                                                   | Chuan Song                  | China- Frankrijk                |
| Claire's Camera                                                             | Sang-soo Hong               | Frankrijk- Zuid-Korea           |
| Colo                                                                        | Teresa Villaverde           | Portugal- Frankrijk             |
| Columbus                                                                    | Kogonada                    | Verenigde Staten                |
| Daha (More)                                                                 | Onur Saylak                 | Turkije                         |
| Posoki (Directions)                                                         | Stephan Komandarev          | Bulgarije- Macedonië- Duitsland |
| La familia (The Family)                                                     | Gustavo Rondón Córdova      | Venezuela- Chili- Noorwegen     |
| El future perfecto (The Perfect Future)                                     | Nele Wohlatz                | Argentinië                      |
| Les Garçons sauvages                                                        | Bertrand Mandico            | Frankrijk                       |
| Hitler's Hollywood                                                          | Rüdiger Suchsland           | Duitsland                       |
| Hostages                                                                    | Rezo Gigineishvili          | Georgië- Rusland- Polen         |
| Jours de France (4 Days in France)                                          | Jérôme Reybaud              | Frankrijk                       |
| Kékszakállú                                                                 | Gastón Solnicki             | Argentinië                      |
| Lake Bodom                                                                  | Taneli Mustonen             | Finland- Estland                |
| The Last Painting                                                           | Hung-I Chen                 | Taiwan                          |
| The Levelling                                                               | Hope Dickson Leach          | Verenigd Koninkrijk             |
| Marshall                                                                    | Reginald Hudlin             | Verenigde Staten                |

## Sound and Vision
| Film                                         | Regisseur                   | Land                             |
| -------------------------------------------- | --------------------------- | -------------------------------- |
| Chasing Trane: The John Coltrane Documentary | John Scheinfeld             | Verenigde Staten                 |
| Chavela                                      | Catherine Gund, Daresha Kyi | Verenigde Staten- Spanje- Mexico |
| England is Mine                              | Mark Gill                   | Verenigd Koninkrijk              |
| Grace Jones: Bloodlight And Bami             | Sophie Fiennes              | Ierland- Verenigd Koninkrijk     |
| My Generation                                | David Batty                 | Verenigd Koninkrijk              |
| Revolution of Sound. Tangerine Dream         | Margarete Kreuzer           | Duitsland                        |
| Ryuichi Sakamoto:Coda                        | Stephen Schible             | Japan- Verenigde Staten          |

## Artists on Film
| Film                                           | Regisseur                      | Land                                  |
| ---------------------------------------------- | ------------------------------ | ------------------------------------- |
| 78/52                                          | Alexandre O. Philippe          | Verenigde Staten                      |
| Acqua e zucchero:Carlo Di Palma                | Fariborz Kamkari               | Italië                                |
| Becoming Cary Grant                            | Mark Kidel                     | Frankrijk                             |
| Beuys                                          | Andres Veiel                   | Duitsland                             |
| Final Portrait                                 | Stanley Tucci                  | Verenigd Koninkrijk- Frankrijk        |
| Fritz Lang                                     | Gordian Maugg                  | Duitsland                             |
| Mansfield 66/67                                | P. David Ebersole, Todd Hughes | Verenigde Staten- Verenigd Koninkrijk |
| Ta peau si lisse                               | Denis Côté                     | Canada                                |
| The Trial, the State of Russia vs Oleg Sentsov | Askold Kurov                   | Estland- Polen- Tsjechië              |

## Shorts
De kortfilmcompetitie ging door in het kader van de "Competitie voor beste Europese film" (Best European Short), een organisatie in samenwerking met de European Film Academy en 14 andere Europese filmfestivals. De winnaar in Gent mag in 2018 meedingen voor de Europese filmprijzen (European Film Awards).

De genomineerden voor de competitie:
| Film                  | Regisseur                             | Land                | Speeltijd (min.) |
| --------------------- | ------------------------------------- | ------------------- | ---------------- |
| Cometa                | Mihai Mincan, George Chiper-Lillemark | Roemenië            | 15'              |
| Granite (Borders)     | Andra Chiriac                         | Roemenië- Frankrijk | 27'              |
| Marija (Mary)         | Juraj Primorac                        | Kroatië             | 29'              |
| Ayny (My Second Eye)  | Ahmad Saleh                           | Duitsland           | 11'              |
| Nyforelsket (In Love) | Ville Gideon Sörman                   | Denemarken          | 28'              |
| Solatium              | Christina Tynkevych                   | Oekraïne            | 10'              |